# Rostislav Vítek
Rostislav Vítek (* 6. ledna 1976 Příbram) je český dálkový plavec, několikanásobný mistr republiky v této disciplíně, profesionálně byl aktivní v letech 2000–2012. Dne 21. srpna 2008 se na olympijských hrách v Pekingu zúčastnil závodu na deset kilometrů, kde obsadil 17. místo. Jednalo se o první závod tohoto typu na olympijských hrách v historii. Po skončení profesionální kariéry je plaveckým trenérem a soutěžně se věnuje zimnímu plavání.

## Přeplavby Lamanšského průlivu
Rostislav Vítek přeplaval Lamanšský průliv ve směru Anglie – Francie v roce 2009 v čase 7:16 hod., co je český rekord a 6. nejlepší čas v historii. Znova ho přeplaval v roce 2018 v čase 9:43 hod. při plánu obousměrné přeplavby Anglie – Francie – Anglie, ale pro velké vlny byl tento pokus ukončen na francouzské straně.

## Zimní plavání
V roce 2016 začal Rostislav Vítek plavat závodně zimní plavání. Na Mistrovství světa v zimním plavání 2020 (IWSA) startoval v obou vytrvalostních disciplínách (450 m a 1000 m), ve své kategorii D zvítězil a na 1000 m měl i nejlepší absolutní čas.